# Char Medium Mark B
Le Medium Mark B était un char britannique de la Première Guerre mondiale développé pour succéder au Mark A Whippet. Il ne s'est pas révélé suffisamment performant lors des essais et la production fut annulée à la fin de la guerre.

## Histoire
L'ingénieur Walter Wilson et l'industriel Sir William Tritton avaient coopéré en 1915 pour développer le Mark I, le premier char opérationnel au monde. Cependant Triton construisit ensuite le Medium Mark A « Whippet » sans Wilson,  confiant la conception à son ingénieur en chef William Rigby. Le Whippet était bien conçu et s'est avérée efficace, mais il souffrait d'un manque de puissance, d'une direction complexe et d'une absence de suspensions. Wilson, désormais major, estima qu'il pouvait développer lui-même un meilleur char pour lui succéder: le « Medium Tank Mark B ». Il commence la conception aux alentours de juillet 1917. Le major Philip Johnson des Central Tank Workshops fut impressionné par la maquette en bois qu'on lui montra lors d'une visite en Grande-Bretagne à la fin de 1917. Le prototype a été construit par la société de Tritton, la Metropolitan Carriage and Wagon Company, et a été achevé en septembre 1918.
Il semble qu'au début du processus de conception, Wilson ait envisagé de construire une version mâle équipée d'un canon de 2 livres (~40 mm) dans la superstructure mais il avait abandonné ce projet en mars 1918.
Le design de Wilson reprenait un grand nombre d'éléments de ses prédécesseurs: un châssis rhomboïdale similaire à celui du Mark I mais plus petit et une tourelle fixe comme sur le Whippet. Une des nouveautés était le compartiment séparé à l'arrière, abritant le moteur de 100 ch (75 kW) (un quatre cylindres Ricardo raccourci) et derrière lui la transmission épicycloïdale. Deux réservoirs de carburant à l'arrière contenaient 85 gallons impériaux (386 L) d'essence. Parmi les autres innovations on trouvait notamment la possibilité de poser un écran de fumée et l'utilisation d'un blindage incliné à l'avant de la coque. Le dispositif d'écran de fumée était constitué d'un réservoir d'acide sulfonique situé au-dessus du tuyau d'échappement. L'armement se composait au maximum de cinq mitrailleuses dans la superstructure et de deux dans les portes latérales. Ces portes de coque dépassaient de plusieurs centimètres de part et d'autre du châssis. Les mitrailleuses étaient amovibles et, en pratique, il aurait été courant d'emporter un nombre d'armes réduit, le mitrailleur déplaçant son arme lorsqu'il changeait de position ; la plupart des sources estiment qu'environs quatre armes étaient généralement présentes à bord.
Une série de 450 véhicules avait été commandée avant même que le prototype ne soit terminé, et ce nombre fut ensuite augmenté à 700, qui seraient fabriqués dans les usines de la North British Locomotive à Glasgow et plus tard dans celles de la Metropolitan, d'Coventry Ordnance Works et de la Patent Shaft and Axletree Company. Le nouveau char devait porter le même nom que le Mark A : « Whippet », ce qui peut porter à conclusion. En effet, pendant cette période ce terme était utilisé pour qualifier tous les chars rapides et mobiles. Presque immédiatement après avoir été mis en service, le Mark B est tombé en disgrâce pour deux raisons. Premièrement, le compartiment moteur n'était pas facilement accessible depuis le compartiment de combat, ce qui aurait rendu toute tentative de réparation sous le feu très dangereuse. Deuxièmement, Tritton avait construit une nouvelle version de son propre char : le Medium Mark C "Hornet". Cette autre version avait une vitesse et des capacités de franchissement de tranchées supérieures. Wilson avait limité la taille du Mark B à celle d'un wagon plat. La fin de la guerre a conduit à l'annulation après la production de 102 exemplaires sur la première commande de 450. Parmi eux, seuls 45 furent mis en service par l'armée britannique, les 57 restants étant probablement immédiatement ferraillés.
Après la guerre, Le Mark B fut rapidement abandonné au profit du Mark C. Deux véhicules furent utilisés par le détachement de chars de la Russie du Nord. Tous deux furent perdus et l'Armée rouge en utilisa au moins un jusque dans les années trente. La dernière unité britannique à avoir eu le Mark B en service était le 17e bataillon (de véhicules blindés) pendant la guerre anglo-irlandaise.